# Eumerus argyropus
Eumerus argyropus là một loài ruồi trong họ Ruồi giả ong (Syrphidae). Loài này được Loew mô tả khoa học đầu tiên năm 1848. Eumerus argyropus phân bố ở vùng Cổ Bắc giới